# Bisdom Nicosia
Het bisdom Nicosia (Latijn: Dioecesis Nicosiensis o Herbitensis; Italiaans: Diocesi di Nicosia) is een in Italië gelegen rooms-katholiek bisdom met zetel in de stad Nicosia in de provincie Enna op het eiland Sicilië. Het bisdom behoort tot de kerkprovincie Messina-Lipari-Santa Lucia del Mela en is, samen met het bisdom Patti, suffragaan aan het aartsbisdom Messina-Lipari-Santa Lucia del Mela. Het bisdom heeft een oppervlakte van 1.457 km².
Het bisdom werd opgericht op 17 maart 1817 door paus Pius VII.
In 2021 telde het bisdom ongeveer 72.000 katholieken, die 98,8% van de totale bevolking vomden. Het bisdom telde toen 40 parochies die werden bediend door 37 diocesane priesters en 10 permanente diakens.

## Bisschoppen van Nicosia
- 1818–1841: Gaetano Maria Avarna
- 1844–1847: Rosario Vincenzo Benza
- 1851–1858: Camillo Milana
- 1859–1881: Melchiorre Lo Piccolo
- 1881–1902: Bernardo Cozzuoli
- 1903–1912: Ferdinando Fiandaca
- 1913–1942: Agostino Felice Addeo
- 1942–1953: Pio Giardina
- 1953–1962: Clemente Gaddi
- 1962–1976: Costantino Trapani
- 1976–1984: Salvatore Di Salvo
- 1985–1997: Pio Vittorio Vigo
- 1998–2008: Salvatore Pappalardo
- 2009-2022: Salvatore Muratore
- 2022- : Giuseppe Schillaci

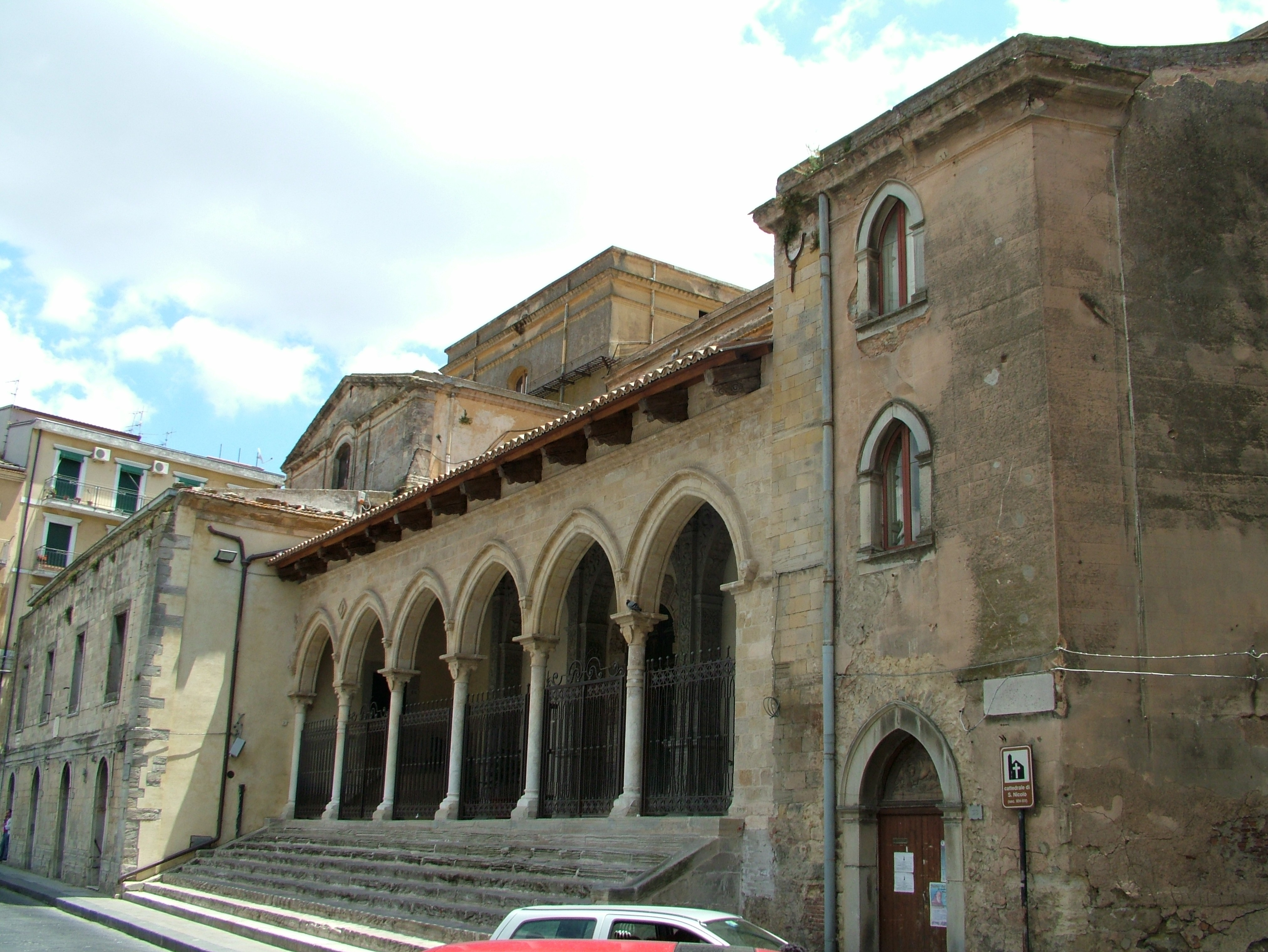
Kathedraal van Nicosia